# Кооперативна зоря
«Кооперати́вна зоря́» — часопис української споживчої кооперації, який видавався Дніпросоюзом 1918—1920 років.

## Загальні відомості
Журнал виходив у Києві 1918—1920 двічі на місяць українською мовою.
1918—1919 років вийшло по 24 номери на рік, 1920 року вийшло лише 8 номерів.
Видавець — Дніпровський союз споживчих товариств (Дніпросоюз).
Часопис розглядав питання розвитку споживчої кооперації, внутрішньої і зовнішньої торгівлі, висвітлював питання економічної політики УНР, зокрема стосовно земельної справи.
З часописом співробітничали Х. А. Барановський, П. Ф. Височанський, Д. В. Коліух, В. О. Галевич, А. М. Сербиненко, І. А. Чопівський, А. І. Харченко, друкувались статті О. Г. Грудницького, наукові праці професорів К. Г. Воблого, М. В. Птухи.

## Рубрики
- Історія, теорія та практика кооперації
- Актуальні питання кооперативного будівництва
- Кооперативне виробництво
- Кооперативна хроніка
- Кооперація в Україні, Росії та інших країнах світу
- З життя Дніпросоюзу
- Статистика
- Нові книги про кооперацію